# Garena Free Fire
Garena Free Fire (также известная как Free Fire Battlegrounds и Free Fire) — условно-бесплатная мобильная многопользовательская онлайн-игра в жанре королевской битвы, разработанная компанией 111dots Studio и изданная Garena в 2017 году для платформ Android и iOS. Является одной из самых популярных мобильных игр в этом жанре.

## Игровой процесс
Free Fire — это экшн, в котором игроки сражаются в режиме «королевской битвы», то есть воюют между собой за право стать последним выжившим. Главным отличием Free Fire от других игр в жанре королевской битвы является наличие системы развития персонажей и их навыков.
Игрок может выбрать, как войти в матч: в одиночку, в паре, втроём или отрядом из четырёх человек.
В начале матча персонажи, управляемые игроками, без какой-либо экипировки находятся на борту самолёта, который летит над картой. При этом маршрут полёта выбирается случайным образом. После приземления игроки могут осматривать местность в поисках оружия и снаряжения, которое поможет им выжить и победить других игроков. Как и в других играх жанра, убитые игроки оставляют свою экипировку на месте смерти.
Каждые несколько минут игровая область карты постепенно уменьшается, оказываясь же за пределами безопасной зоны игроки начинают получать урон, что в конечном итоге ведет к смерти, если они не успеют достичь безопасной зоны раньше. Также в ходе матча в случайных областях карты возникает красная зона, которая подвергается бомбардировке, что создаёт угрозу для игроков, находящихся в этой области. В среднем полный матч длится не больше 10 минут.

## Разработка
Игра разработана вьетнамской компанией 111dots Studio, руководителем проекта является Форрест Ли, генеральный директор и основатель сингапурской платформы электронной коммерции Shopee и компании Garena. Free Fire была разработана на основе игрового процесса игры PlayerUnknown’s Battlegrounds, популяризовавшей жанр королевской битвы. 3 ноября 2017 года в Таиланде, Вьетнаме, Сингапуре, Малайзии, Индонезии и на Филиппинах стартовало закрытое бета-тестирование игры на платформе Android. 4 декабря 2017 года состоялся полноценный релиз игры.
В 2020 году стало известно, что Garena работает над улучшенной версией Free Fire под названием Free Fire Max. В апреле 2021 года была открыта предварительная регистрация на Free Fire Max для стран MENA. Её релиз был намечен на 9 июня того же года.
В 2022 в партнёрстве с тайской моделью и актрисой Урассайей Спербунд появился новый персонаж игры - Луна.

## Критика
Рецензент издания GamePrime Мухаммад Билал Шарир отметил преимущество графики для телефонов бюджетного уровня, но также заявил, что «если вы любите игры с хорошей графикой, то мы не рекомендуем играть в Free Fire Battlegrounds. Но если вам нравятся игры в жанре королевской битвы, и вы хотите повеселиться с друзьями, вам обязательно стоит поиграть».
Таис Карвалью из TechTudo, сравнивая Free Fire с другой мобильной игрой этого же жанра Rules of Survival, заметила, что Battlegrounds «отдаёт предпочтение производительности, что делает её отличным выбором для устройства любого уровня. Игровой процесс выделяется и имеет достаточно контента для развлечения и предлагает стоящие сражения». Также рецензент осталась довольна развитием персонажей и его навыков, сказав, что это «роскошное дополнение» для игры.

## Достижения
Это одна из самых популярных мобильных игр в жанре королевской битвы — наряду с PUBG Mobile, Fortnite и Call of Duty: Mobile. Она стала четвёртой самой загружаемой игрой в 2018 году в магазинах приложений App Store и Google Play. В 2018 и 2020 годах Free Fire попала в топ-5 самых скачиваемых мобильных игр, заняв четвёртое и третье места соответственно. В 2019 году игра получила награду от Google в номинации «Best Breakthrough Game», став самой загружаемой мобильной игрой, при этом доход от неё составил более одного миллиарда долларов. В октябре 2020 года Free Fire возглавила список по высшему числу игроков среди мобильных игр. В декабре 2020 года игра вошла в топ-5 самых просматриваемых игр на YouTube, повторив своё достижение прошлого года, и стала самой прибыльной игрой на мобильных устройствах в ноябре того же года. По состоянию на декабрь 2020 года Free Fire имела более 500 миллионов загрузок в Google Play.
Мобильная киберспортивная игра года Esports Awards 2020. Free Fire World Series 2021 Singapore стал самым популярным киберспортивным турниром года.

## Споры
В январе 2022 года разработчик PUBG компания Krafton подала иск против Garena и её материнской компании Sea о нарушении авторских прав. В судебном иске Garena обвинялась в копировании в играх Garena Free Fire и Garena Free Fire Max внутриигровых предметов, игровой механики и внешнего оформления PUBG: Battlegrounds и PUBG Mobile. По мнению Krafton, «Free Fire и Free Fire Max в значительной степени копируют множество элементов Battlegrounds, как по отдельности, так и в совокупности, включая защищенную авторским правом уникальную функцию воздушной высадки при старте матча, игровую структуру и игровой процесс, сочетание и выбор оружия, брони и уникальных предметов, локаций и выбор цветовых схем, материалов и текстур».
14 февраля 2022 года Министерство электроники и информационных технологий правительства Индии запретило Garena Free Fire вместе с 53 другими приложениями, которые представляли угрозу конфиденциальности и безопасности Индии в соответствии с разделом 69A «Закона об информационных технологиях» Конституции Индии.

## Киберспорт
16 ноября в Рио-де-Жанейро прошёл чемпионат мира Free Fire World Series 2019 Rio с призовым фондом в 400 000 $.
1 февраля 2020 года состоялось открытие турнира российской лиги Free Fire, призовой фонд которого составил 1 200 000 рублей.
3 июля 2020 Garena анонсировала новую лигу — Free Fire Pro League CIS (FFPL CIS), включающую в себя две открытые квалификации, два финала квалификаций, закрытые квалификации, два основных этапа и гранд-финал лиги. Общий призовой фонд лиги составил 30 000 $.
В августе 2020 года был анонсирован международный турнир Free Fire Continental Series (FFCS), который состоялся 21 ноября того же года. В рамках турнира были проведены три состязания: Free Fire America Series (среди игроков из Северной и Южной Америки); Free Fire Asia Series, в котором представлены игроки из Индии, Индонезии, Малайзии, Тайваня, Таиланда и Вьетнам; Free Fire EMEA Series, где будут соревноваться Европа, СНГ, Ближний Восток и Северная Африка.
В марте 2021 года был объявлен киберспортивный турнир Free Fire World Series 2021 с призовым фондом в 2 000 000 $, который прошёл в мае 2021 года в Сингапуре. По данным сайта Pocket Gamer, даты проведения турнира были изменены из-за глобальной пандемической ситуации.